# Conill dels boscos de plana de Surinam
El conill dels boscos de plana de Surinam (Sylvilagus parentum) és una espècie de conill del gènere Sylvilagus. És endèmic de Surinam. El seu hàbitat natural són els boscos humits de les Guaianes. Es tracta d'una espècie de Sylvilagus força grossa, amb una llargada de cap a gropa de 390 mm, la cua de 25 mm i un pes de 1.460 g. El seu nom específic, parentum, significa 'dels pares' i fou elegit en honor dels pares de Luis Ruedas, descriptor de l'espècie.